# Павлівка (Любецька селищна рада)
Павлі́вка — село в Україні, у Любецькій селищній громаді Чернігівського району Чернігівської області. Населення становить ▼342 особи.

## Історія
У 1995 році до Павлівки приєднано село Кезі (рішення прийняла Чернігівська обласна рада 28.04.1995 року) та перейменовано Кезівську сільраду на Павлівську.
12 червня 2020 року, відповідно до розпорядження Кабінету Міністрів України № 730-р «Про визначення адміністративних центрів та затвердження територій територіальних громад Чернігівської області», увійшло до складу Любецької селищної громади.
19 липня 2020 року, в результаті адміністративно - територіальної реформи та ліквідації Ріпкинського району, село увійшло до складу Чернігівського району Чернігівської області.

## Уродженці
Даниленко Володимир Костянтинович (1950–2001) — заслужений працівник фізичної культури і спорту.

## Господарство
Функціонує ТОВ «ПАВЛІВКА». Вид діяльності: розведення великої рогатої худоби.